# Aleurocerus tumidosus
Aleurocerus tumidosus là một loài côn trùng cánh nửa trong họ Aleyrodidae, phân họ Aleyrodinae.
Aleurocerus tumidosus được Bondar miêu tả khoa học đầu tiên năm 1923.